# 9M113比赛反坦克导弹
9M113比赛（羅馬化：Konkurs，直译：「竞赛」，直译：「比赛」；北约代号：AT-5拱肩）是一款苏联制SACLOS线导反坦克导弹。
9M113竞赛是9K111大管的衍生发展型号，具有更强的火力，可以使用相同的发射器，并且在外观上非常相似，只能通过9M113导弹管末端的轻微凸起来区分。

## 研发
9M113竞赛由俄联邦仪器设计局开发。开发工作的目标是生产下一代SACLOS反坦克导弹，既可用于单兵携带，也可用于坦克歼击车。9M113竞赛是与9K111一起开发的，二者使用相似的技术，只是尺寸不同。
最初的9M113采用单装药弹头，可击穿600毫米的轧压均质装甲（RHA）。
该飞弹于1974年投入使用。伊朗于1991年购买了9M113的许可证，并于2000年左右开始生产仿制品Tosan（勿与台风混淆）。
1992年，一枚9M113飞弹的出口价格为1.3万美元，一枚9P135M发射装置的出口价格为13.5万美元。

## 设计

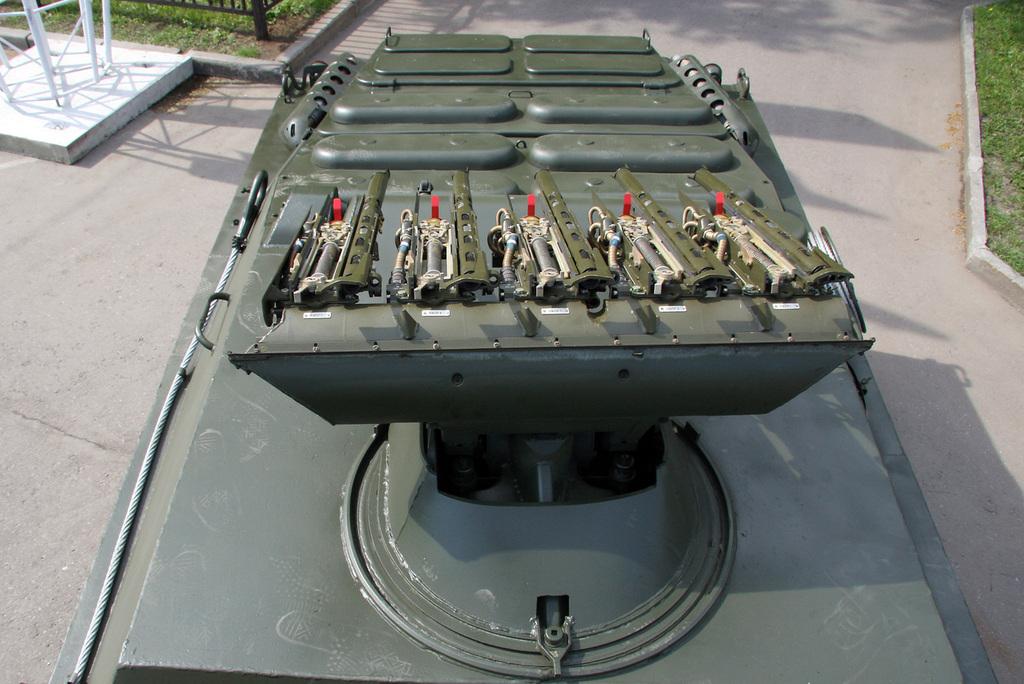
9P148车辆顶部的9M113比赛发射轨道

9M113可通过履带式/轮式车辆发射，尽管它也可以从后来的9M111发射器型号中发射。它是BMP-2、BMD-2和BRDM-2车辆的组成部分，可用玻璃纤维容器或发射管储存及运载。
发射器的系统使用气体发生器将导弹推出发射管。气体也以与无后坐力炮排气类似的方式从发射管后部排出。导弹以每秒80米的速度离开发射管，并通过其固体燃料发动机迅速加速至每秒200米。这种高初速减少了导弹的死区，因为它可以直接向目标发射，而不是向上弧线发射。在飞行中，导弹以每秒五到七转的速度旋转。
发射器通过跟踪飞弹背面的白炽红外灯泡得到飞弹相对于目标的位置，并通过飞弹后面的细线向飞弹发送适当的命令。发射器有报警功能，当它检测到来自窗帘-1等发射器的干扰时就会激活。然后操作员可以进行手动控制，将飞弹调整至MCLOS。与MCLOS相比，SACLOS制导系统有很多优点。有些消息源称，该系统的准度为90%，尽管其性能可能与BGM-71陶式或更新的SACLOS版本9K1婴儿相当。

## 型号

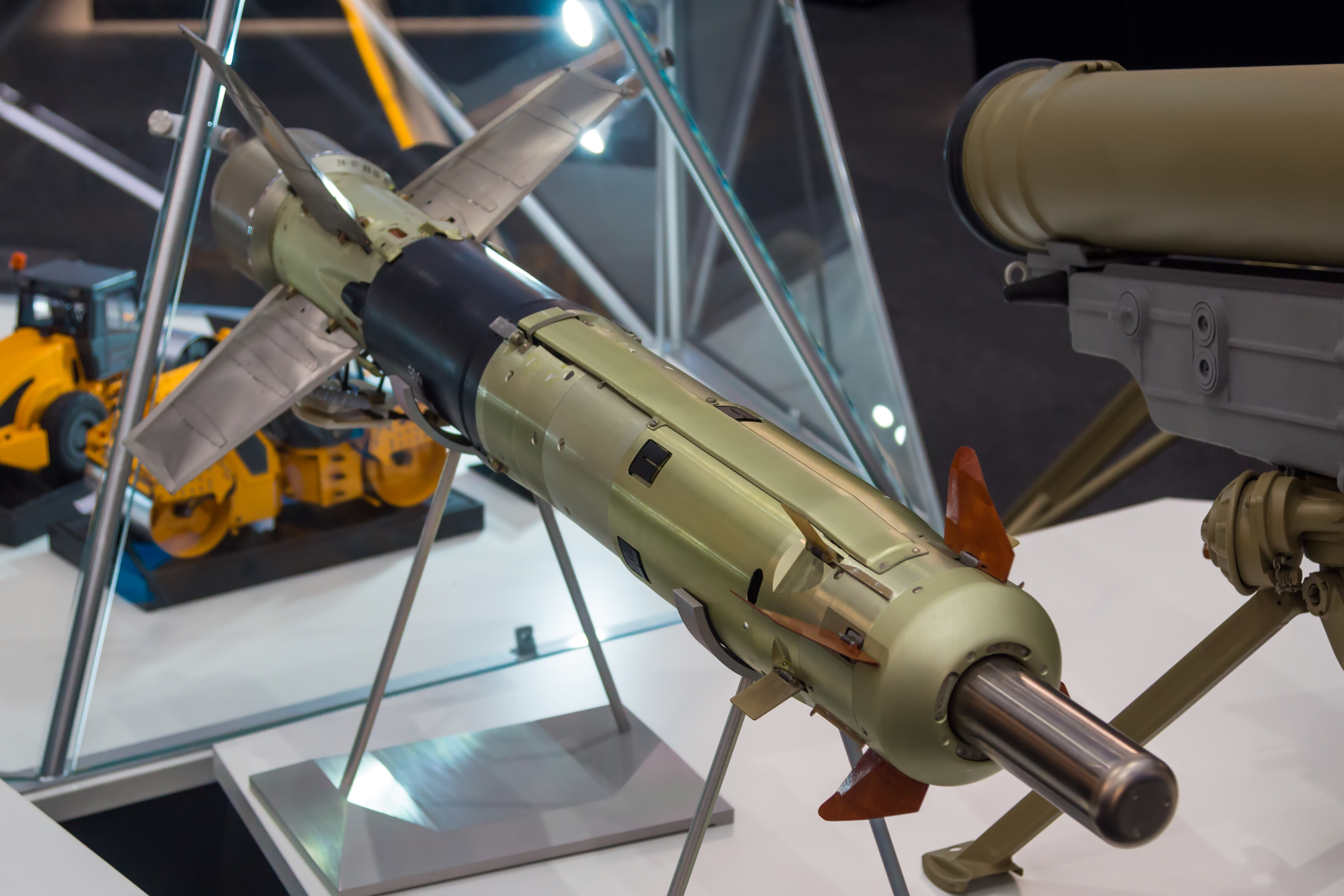
装载9M113M ATGM的比赛-M

- 9M113竞赛（北约代号：AT-5拱肩，AT-5A拱肩A）
- 9M113M竞赛-M（北约代号：AT-5B拱肩B）串联弹头——带有加长的爆炸探头。弹头侵彻力为750-800毫米RHA。1991年被军方接受。[9]导弹9M113M 1990。串联（800 毫米（在一层ERA后面））。4000 m（夜间3500 m（被动））。[9]
- Tosan（英语：Tosan (missile)）：Towsan或M113，伊朗获授权生产[2]的9M113M竞赛-M（AT-5B拱肩B）的版本。[10]2000年初推出。[6][11]不清楚是否仍在生产。[12][13]主要由伞兵和装甲车使用。[14]
- 9N131M1：弹头升级版。[2]
- 9N131M2-1：最新的弹头升级版。[2]

## 使用方

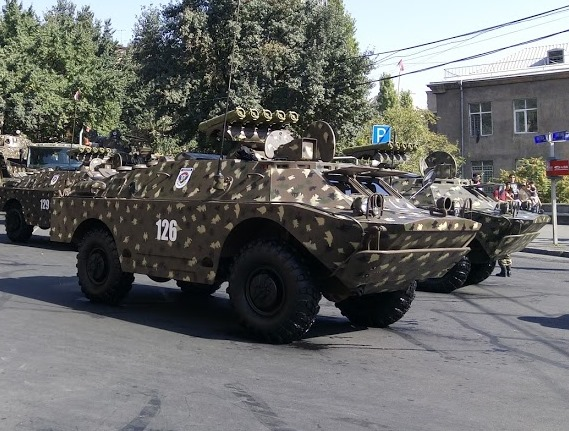
出现在埃里温的亚美尼亚9P148比赛

### 当前用户
- 阿尔及利亚:340[15]
- 亞美尼亞:183[16]
- :185[16]
- 白俄羅斯:187[16]发射器已实现本地生产和升级。[17]采购升级版9M113M（AT-5拱肩）ATGM并将其交付给部队。[18]
- 保加利亚:92[5][19]，已知由VMZ索波特（英语：VMZ Sopot）生产。
- :93[19]
- 捷克:97[19]
- 埃及：大部分在20世纪90年代从ISIS成员手中购买并缴获。[20]
- :475[21]
- :189[16]
- 几内亚:481[21]
- 匈牙利:115[19]
- 印度：2008年以13.8亿卢比的价格订购了15000套比赛-M。[22][23]2012年，又斥资2.5亿美元订购了10000套比赛-M。[24]2019年签署了价值1.1亿美元的新合同，2022年初又签署了价值4.186亿美元的大型合同。[25]用于BMP-2
- 伊朗:349[15]，以Tosan（英语：Tosan (missile)）的名称在国内生产
- （据报道）:471[21]
- 伊拉克库尔德斯坦：佩什梅格[26]
- :190[16][27]
- :192[16]
- 利比亞:364[15]
- 摩洛哥[28]
- 摩尔多瓦:193[16]，用于BRDM-2（英语：BRDM-2）
- 蒙特內哥羅:127[19]
- [29]
- 巴基斯坦：用于毒蛇IFV[30][31]
- 羅馬尼亞:139[19]
- 斯洛伐克:143[19]
- :210[16]
- 叙利亚:377[15][32]
- 乌克兰:212–213[16]
- 越南[33]
- 阿联酋[34]
- 俄羅斯：过去几年（2014年前）每年交付约300套比赛-M[35]

### 前用户
- 東德:46[36]，转交给了统一后的德国，后来逐步退役。
- 捷克斯洛伐克：1989年有80套。[36]:46，由继承国获得。
- 芬兰:86[36]
- 波蘭:50[36]
- 苏联:34[36]，由继承国获得。

### 非国家用户
- 哈马斯：已知被用于对抗以色列装甲车。[37][38]
- 胡塞运动：Tosan。[12][39][40][41]
- 伊斯蘭國[42]
- 库尔德斯坦工人党[43]
- 人民保护部队（YPG）[44]
- 叙利亚国民陆军（英语：Syrian National Army）:357[45]
- 沙姆解放组织:357[45]

## 引文
1. 1 2  . 法国晚报. 2017-05-04  [2018-09-06]. （原始内容存档于2018-09-06） （法语）.
2. 1 2 3 4 5 6  . 军备研究服务.   [2016-07-28]. （原始内容存档于2017-07-09）.
3. ↑   (PDF). . pp.23. （原始内容 (PDF)存档于2021-06-24）.
4. ↑  . fas.org. 美国科学家联盟.   [2018-12-15]. （原始内容存档于2019-01-01）.
5. 1 2 3 4  . 军备研究服务（ARES）. 2016-07-27  [2023-04-03]. （原始内容存档于2023-03-14）.
6. 1 2  . Modlex. MXF05-000060. （原始内容存档于2012-12-18）.
7. ↑  Chistopher Frank Foss, 简氏防务周刊, Another ATGW for IranAnother ATGW for Iran，存档于（存檔日期 2004-12-05）
8. ↑  . armyrecognition.com. 2019-01-12  [2023-04-03]. （原始内容存档于2023-12-03）.
9. 1 2  . rbase.new-factoria.ru.   [2014-11-22]. （原始内容存档于2017-01-01）.
10. ↑  Jane's Missiles and Rockets，2002
11. ↑  . 2000-05-26. （原始内容存档于2003-02-07）.
12. 1 2  . armamentresearch.com. 2015-09-30  [2017-02-28]. （原始内容存档于2017-07-09）.
13. ↑  TASS. . www.armyrecognition.com.   [2018-03-29]. （原始内容存档于2018-03-27）.
14. ↑  Galen Wright, Iranian Military Capability 2011 – Ground Forces – 2011-03-15
15. 1 2 3 4  国际战略研究所. . The Military Balance. 2020, 120 (1): 340–377. S2CID 219624897. doi:10.1080/04597222.2020.1707968.
16. 1 2 3 4 5 6 7 8 9  国际战略研究所. . The Military Balance. 2020, 120 (1): 183–213. S2CID 219627993. doi:10.1080/04597222.2020.1707966.
17. ↑  .   [2019-05-20]. （原始内容存档于2019-05-17）.
18. ↑  . airrecognition.com.   [2024-04-19]. （原始内容存档于2023-12-28）.
19. 1 2 3 4 5 6 7  国际战略研究所. . The Military Balance. 2020, 120 (1): 92–143. S2CID 219623996. doi:10.1080/04597222.2020.1707964.
20. ↑  . EgyptToday. 2018-07-19  [2020-09-16]. （原始内容存档于2023-05-12）.
21. 1 2 3  国际战略研究所. . The Military Balance. 2020, 120 (1): 475–481. S2CID 219623431. doi:10.1080/04597222.2020.1707971.
22. ↑  Pandit, Rajat, , 印度时报, 2010-08-17  [2012-06-05], （原始内容存档于2012-09-12）
23. ↑  Pandit, Rajat, , 印度时报, 2009-01-27  [2012-06-05], （原始内容存档于2013-09-30）
24. ↑  . DefenceNow. 2012-10-26  [2012-10-27]. （原始内容存档于2012-11-05）.
25. ↑  . armstrade.org.   [2024-04-19]. （原始内容存档于2023-11-23）.
26. ↑  Military Balance 2016，第491頁.
27. ↑  小型军火调查.  (PDF). . 剑桥大学出版社. 2012: 131  [2018-08-30]. ISBN 978-0-521-19714-4. （原始内容存档于2018-08-31）.
28. ↑  Josep Baqués Quesada. . Análisis Grupo de Estudios en Seguridad Internacional. 2018-02-25  [2019-05-23]. （原始内容存档于2018-08-18） （西班牙语）.
29. ↑  国际战略研究所. . The Military Balance. 2020, 120 (1): 285. S2CID 219627149. doi:10.1080/04597222.2020.1707967.
30. ↑  . Heavy Industries Taxila. 2024-04-20  [2024-04-19]. （原始内容存档于2024-04-19） （英语）.
31. ↑  .   [2019-04-18]. （原始内容存档于2019-04-18）.
32. ↑  小型武器调查.  (PDF).  (PDF). 剑桥大学出版社. 2015: 107  [2018-08-29]. （原始内容 (PDF)存档于2018-01-28）.
33. ↑  . baodatviet.vn. （原始内容存档于2020-06-27）.
34. ↑  SIPRI Arms Transfers Database
35. ↑  . vpk-news.ru.   [2014-11-21]. （原始内容存档于2017-01-01）.
36. 1 2 3 4 5  国际战略研究所. . 伦敦: Brassey's. 1989. ISBN 978-0080375694.
37. ↑  . 2014-09-29  [2020-04-18]. （原始内容存档于2020-08-30）.
38. ↑  .   [2024-04-19]. （原始内容存档于2020-04-26）.
39. ↑  News Of Yemen. . 2016-01-30  [2017-03-12]. （原始内容存档于2017-03-30） –YouTube.
40. ↑  . War Is Boring.   [2017-02-28]. （原始内容存档于2016-09-07）.
41. ↑  Behnam Ben Taleblu. . www.defenddemocracy.org.   [2017-02-28]. （原始内容存档于2017-03-01）.
42. ↑  Mitzer, Stijn; Oliemans, Joost. . Oryx博客.   [2024-04-19]. （原始内容存档于2022-07-05）.
43. ↑  . Silah Report. 2020-08-27  [2021-05-27]. （原始内容存档于2023-11-09） （英语）.
44. ↑  Mitzer, Stijn; Oliemans, Joost. . Oryx博客. 2021-10-29  [2024-04-19]. （原始内容存档于2022-07-05）.
45. 1 2  国际战略研究所.  1st. Routledge. 2023-02-15. ISBN 978-1032508955.